# Petroleum Development Oman
Petroleum Development Oman — нефтегазовая компания Омана. Штаб-квартира находится в Маскате. Акционерами компании являются правительство Омана (60 %), Shell (34 %), TotalEnergies (4 %) и PTT Public Company (2 %).

## История
Поиски нефти на территории Омана начались в 1920-х годов Англо-Персидской нефтяной компанией (современная BP). В 1937 году консорциумом западных нефтяный компаний была создана компания Petroleum Development (Oman and Dhofar) Ltd., в 1951 году она сменила название на Petroleum Development Oman LLC (PDO). Значительные запасы нефти были открыты только в 1964 году, экспорт нефти начался в 1967 году на уровне 30 тыс. баррелей в день, к 1970 году он достиг 300 тыс. баррелей в день. К этому времени в консорциуме остались только Royal Dutch Shell, Elf и компания Partex Галуста Гюльбенкяна. В 1973 году правительство Омана приобрело в PDO 30-процегтную долю, а в 1974 году увеличило её до 60 %. В 1980 году PDO была перерегистрирована как оманская компания (до этого было совместным предприятием с иностранным участием). В начале 1980-х годов было открыто несколько новых крупных месторождений и начата добыча природного газа.

## Деятельность
Одна из двух крупнейших нефтегазовых компаний страны наряду с OQ.
Средний уровень добычи нефти и газа в 2020 году составлял 1,254 млн баррелей в сутки, из них нефти — 602 тыс. баррелей в сутки, газового конденсата — 107 тыс. баррелей в сутки, природного газа — 68 млн м³ в сутки.